# Corina Azopardo
Corina Azopardo (n. 29 de septiembre de 1955) es una animadora y actriz de televisión venezolana. Se ha destacado en el género de las telenovelas. Comenzó en Venevisión en la exitosa telenovela Las amazonas, que le abrió camino para participar en los dramáticos venezolanos. Entre sus últimos trabajos destaca su participación en la telenovela de Venevisión realizada en Miami, Acorralada, donde interpreta a Jueza Villagrande.
Su paso por la televisión venezolana fue corta, pero importante; su papel más notorio fue en la telenovela "Las Amazonas" (1985). Animó el popular programa Estrella de la Fortuna, y actuó en la muy exitosa película "La Generación Halley" (1986).
En 1989 tuvo un breve paso por el canal Televen, donde animó un programa de concursos llamado Fortuna 10. No obstante, este programa no tuvo el éxito esperado, durando muy poco tiempo al aire. También en este canal, en 1991, protagonizó el unitario La Ouija, junto con el hoy fallecido actor Juan Manuel Montesinos.
Actualmente vive en Miami (Estados Unidos) y es socia de una compañía de producción audiovisual (nominada al Emmy en 2005).

## Telenovelas
- (1982), Lo que no se perdona (Venevisión)
- (1982), Ligia Elena (Venevisión): Cecilia Pérez.
- (1983), La Venganza (Venevisión): Estrella Cortez.
- (1983), Nacho (Venevisión): Cecilia Pérez.
- (1984), Julia  (Venevisión):  Abogada Graciela Montoya.
- (1984-1985), Diana Carolina Coproducción de (Venevisión) y (Wapa Televisión): Gabriela Contreras.
- (1985), Las amazonas (Venevisión): Carolina Lizárraga Aranguren.
- (1986), El sol sale para todos (telenovela) (Venevisión): Manuela Larrazábal.
- (1987), Inmensamente tuya (Venevisión): Marian Acosta.
- (2007), Acorralada (Venevisión): Jueza Virginia Villagrande.

## Cine
- 1986, La Generación Halley
- 1987, El escándalo
- 1989, Caso Bruzual